# Jörg Nagler

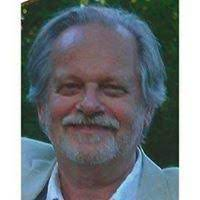

Jörg Nagler (* 24. November 1950 in Kiel) ist ein deutscher Historiker mit Schwerpunkt Nordamerika.

## Leben und Wirken
Nagler studierte Geschichte, Anglistik, Amerikanistik, Philosophie und Politikwissenschaften an der Christian-Albrechts-Universität Kiel und an der Indiana University in Bloomington, USA. Es folgten 1984 die Promotion bei Hartmut Lehmann und 1997 die Habilitation an der Christian-Albrechts-Universität.
Er war als Kulturreferent an der Amerikanischen Botschaft in Bonn, als wissenschaftlicher Mitarbeiter am Deutschen Historischen Institut in Washington, D.C. als Direktor des Kennedy Hauses in Kiel, sowie als Gastprofessor an der University of Maryland und der Simon Fraser University in Vancouver tätig. Im Winterseminar 2010/11 war er Fellow am Rothermere American Institute, Oxford, und im März 2011 Gastprofessor am Centre D'Études Nord-Américaines (CENA) der École des Hautes Études en Sciences Sociales (EHESS), Paris. Von August 2022 bis Mai 2023 wirkte er als „Distinguished Visiting Professor“ am Kinder Institute on Constitutional Democracy der University of Missouri in Columbia.
Seit dem Wintersemester 1998/99 ist er Professor für Nordamerikanische Geschichte an der Friedrich-Schiller-Universität in Jena. Im Jahre 2009 erschien nach jahrzehntelanger Beschäftigung mit Lincoln und der amerikanischen Geschichte des 19. Jahrhunderts seine Darstellung Abraham Lincoln: Amerikas großer Präsident. Eine Biographie.
Nagler ist unter anderem Mitherausgeber der Buchreihe MOSAIC: Studien und Texte zur amerikanischen Kultur und Geschichte (Tübingen), Fulbright-Vertrauensdozent und Mitglied des Willi Paul Adams Award Committee der Organization of American Historians.
Seine Forschungsschwerpunkte sind Globalgeschichte des Amerikanischen Bürgerkriegs, Sozial- und Politikgeschichte der USA im 19. und 20. Jahrhundert, Krieg und Gesellschaft in den USA, Immigrationsgeschichte, deutsch-amerikanischer Kulturtransfer sowie die Afro-amerikanische Geschichte.

## Schriften (Auswahl)
- Mithg. Don Doyle, Marcus Gräser, The Transnational Significance of the American Civil (New York: Palgrave Macmillan Transnational History Series – Series Akira Iriye, Rana Mitter, 2016).
- Lincoln und die Religion. Das Konzept der Nation unter Gott, Weimar: Wartburg Verlag, 2012 (Mithrsg. Michael Haspel).
- Abraham Lincoln. Amerikas großer Präsident. Eine Biographie, München: Beck, 2009.
- Die Vereinigten Staaten von Amerika. Geschichte und Gesellschaft, Bonn: Informationen zur politischen Bildung, 2005.
- Nationale und Internationale Perspektiven amerikanischer Geschichte. Eine Festschrift für Peter Schäfer, Frankfurt: Peter Lang, 2002 (Hrsg.).
- Nationale Minoritäten im Krieg: 'Feindliche Ausländer' und die amerikanische Heimatfront während des Ersten Weltkrieges, Hamburg: Hamburger Edition Institut für Sozialforschung, 2000.
- On the Road to Total War: The American Civil War and the German Wars of Unification, 1861–1871, New York: Cambridge University Press, 1997 (Mithrsg. Stig Förster).
- People in Transit: German Migrations in Comparative Perspective, 1820–1930, New York: Cambridge University Press, 1995 (Mithrsg. Dirk Hoerder).
- Frémont contra Lincoln: Die deutschamerikanische Opposition in der Republikanischen Partei während des Amerikanischen Bürgerkrieges (= Europäische Hochschulschriften. Reihe 3, Geschichte und ihre Hilfswissenschaften, Band 246), Peter Lang, Frankfurt am Main, New York, NY 1984, ISBN 3-8204-5379-2 (Dissertation Universität Kiel 1984).